# Club Deportivo Pepeganga Margarita
Le Club Deportivo Pepeganga Margarita est un club vénézuélien de football, ayant existé entre 1985 et 1990 et basé à Porlamar, sur l'île de Margarita. En dépit de sa courte existence, Pepeganga Margarita compte une participation à la Copa Libertadores, en Copa Libertadores 1990, où il atteint le stade des huitièmes de finale.

## Histoire
Fondé en 1985 à Porlamar, le club joue ses rencontres à domicile dans un stade habituellement réservé au base-ball, l'Estadio Nueva Esparta. Pepeganga est promu en première division nationale en 1987, après avoir remporté le championnat de seconde division. Il découvre l'élite lors de la saison suivante, qu'il achève à la sixième place. Son principal fait d'armes est une place de dauphin de Mineros de Guayana, qui le devance d'un seul point à l'issue du championnat 1989. Cette performance permet à l'équipe insulaire de découvrir les joutes continentales puisqu'il participe à la Copa Libertadores 1990. Sa troisième et dernière saison en Primera División a lieu l'année suivante et s'achève avec une sixième place au classement final. 
Lors de son unique campagne sud-américaine, Pepeganga parvient à se qualifier pour les huitièmes de finale, après avoir terminé à la troisième place de sa poule, derrière les formations uruguayennes du Defensor Sporting Club et du Club Atlético Progreso. Ils remportent durant ce premier tour leurs trois rencontres jouées à domicile. L'aventure s'arrête brutalement face aux Argentins du CA Independiente, six fois vainqueur de la compétition, avec deux lourds revers (0-6 à domicile et 0-3 en Argentine).
En proie à de graves soucis financiers, le club doit renoncer à participer au championnat national, avant le début de la saison 1990-1991. Il cède sa licence en Primera División à l'équipe de Monagas SC et disparaît du paysage sportif national. Son palmarès ne compte qu'un seul titre, celui de champion de deuxième division, obtenu en 1987.

## Palmarès
- Championnat de deuxième division
  - Vainqueur : 1987